# Tramwaje w Temuco
Tramwaje w Temuco − zlikwidowany system komunikacji tramwajowej w Temuco w Chile, działający w latach 1881−1936.

## Historia
Pierwsze tramwaje na ulice Temuco wyjechały w 1881, były to tramwaje konne. Długość sieci wynosiła 4,2 km, a rozstaw szyn wynosił 1435 mm. Temuco razem z Rengo zamówiły 10 tramwajów wyprodukowanych w St. Louis Car Company. Do Temuco trafiło 6 tramwajów. W marcu 1919 na ulice Temuco wyjechały pierwsze tramwaje elektryczne. Operatorem sieci była spółka Tranvías Eléctricos de Temuco. W 1920 tramwaje elektryczne zostały kupione przez spółkę Compañía General de Electricidad Industrial. Także w tym roku zlikwidowano tramwaje konne. Długość sieci tramwajów elektrycznych wynosiła 5 km, a rozstaw szyn 1435 mm. W 1921 tramwajami przewieziono 653 439 pasażerów, a w 1930 1 742 658. System zamknięto w 1936. 
System tramwajów elektrycznych w Temuco był najbardziej wysuniętym na południe systemem tego typu w Ameryce Południowej.